# Agelasta pardalis
Agelasta pardalis es una especie de escarabajo longicornio del género Agelasta, categorizada en la tribu Mesosini, de la subfamilia Lamiinae. Fue descrita por Breuning en 1974.

## Descripción
Mide 12-14,5 mm de longitud.

## Distribución
Se distribuye por Filipinas.